# Satu Mare (okręg Harghita)
Satu Mare (węg. Máréfalva) – wieś w Rumunii, w okręgu Harghita, w gminie Satu Mare. W 2011 roku liczyła 1995 mieszkańców.